# Trilepida
Trilepida es un género de serpientes de la familia Leptotyphlopidae. Las especies de este género se distribuyen por Sudamérica (sobre todo al norte de la región) y Panamá.

## Especies
Se reconocen las siguientes 15 especies:
- Trilepida affinis (Jan, 1860)
- Trilepida anthracina (Bailey, 1946)
- Trilepida brasiliensis (Laurent, 1949)
- Trilepida brevissima (Shreve, 1964)
- Trilepida dimidiata (Jan, 1861)
- Trilepida dugandi (Dunn, 1944)
- Trilepida fuliginosa (Passos, Caramaschi & Pinto, 2006)
- Trilepida guayaquilensis (Orejas-Miranda & Peters, 1970)
- Trilepida jani (Pinto & Fernandes, 2012)
- Trilepida joshuai (Dunn, 1944)
- Trilepida koppesi (Amaral, 1955)
- Trilepida macrolepis (Peters, 1857)
- Trilepida nicefori (Dunn, 1946)
- Trilepida pastusa Salazar-Valenzuela, Martins, Amador-Oyola & Torres-Carvajal, 2015
- Trilepida salgueiroi (Amaral, 1955)